# Thessalische Vasenmalerei
Die Thessalische Vasenmalerei war ein regionaler Stil der Griechischen Vasenmalerei.
Die Geometrische Vasenmalerei Thessaliens war eher unbelebt und vor allem im Vergleich zur führenden Keramik aus Attika eher provinziell. Häufig wurde die Keramik Attikas nur imitiert.